# Biogeografska regija
Biogeografska regija ali ekoobmočje je območje z relativno homogenimi ekološkimi razmerami s skupnimi značilnostmi in je najširša biogeografska razdelitev zemeljske površine, ki temelji na distribucijskih vzorcih kopenskih organizmov. Razdeljeni so na ekoregije, ki so razvrščene na podlagi njihovih biomov ali habitatnih tipov.
Področja razmejujejo velika območja Zemljine površine, znotraj katerih se organizmi razvijajo relativno izolirano v dolgih časovnih obdobjih, ločeni drug od drugega z zemljepisnimi značilnostmi, kot so oceani, široke puščave ali visokogorje, ki predstavljajo oviro za migracijo. Kot takšna se poimenovanja biogeografskih področij uporabljajo za označevanje splošnih skupin organizmov na podlagi njihove skupne biogeografije. Biogeografska kraljestva ustrezajo florističnim kraljestvom botanike ali zoogeografskim regijam zoologije.
Za biogeografske razmere je značilna evolucijska zgodovina organizmov, ki jih vsebujejo. Razlikujejo se od biomov, znanih tudi kot glavni habitatni tipi, ki so delitve zemeljskega površja glede na življenjsko obliko ali prilagoditev živali, gliv, mikroorganizmov in rastlin klimatskim, prstnim in drugim pogojem. Za biome je značilna podobna rastlinska klima. Vsako kraljestvo lahko vključuje več različnih biomov. Tropski vlažen širokolistni gozd v Srednji Ameriki je lahko na primer podoben gozdu na Novi Gvineji po svoji vegetacijski vrsti in strukturi, podnebju, tleh itd., Vendar ti gozdovi naseljujejo živali, glive, mikroorganizme in rastline z zelo različne evolucijske zgodovine.
Vzorci porazdelitve živih organizmov v biogeografskih območjih sveta so bili oblikovani s postopkom tektonike plošč, ki je prerazporedil svetovne kopenske mase v geološki zgodovini.